# Ntaya virus
Il virus Ntaya (Ntaya virus, NTAV)  è un arbovirus della famiglia Flaviviridae, genere Flavivirus, appartiene al IV gruppo dei virus a ((+) ssRNA).
Il virus è stato scoperto in Uganda nel 1951, secondo altra fonte in Camerun nel 1966.
Esso è presente in epidemicamente in Uganda, Camerun e Zaire, ed anche occasionalmente in Kenya, Nigeria e Zambia.
Il virus nell'uomo determina manifestazioni neurologiche e febbre.
Il virus NTAV appartiene all'omonimo gruppo di virus costituito da otto specie del genere flavivirus.